# Ute Brade

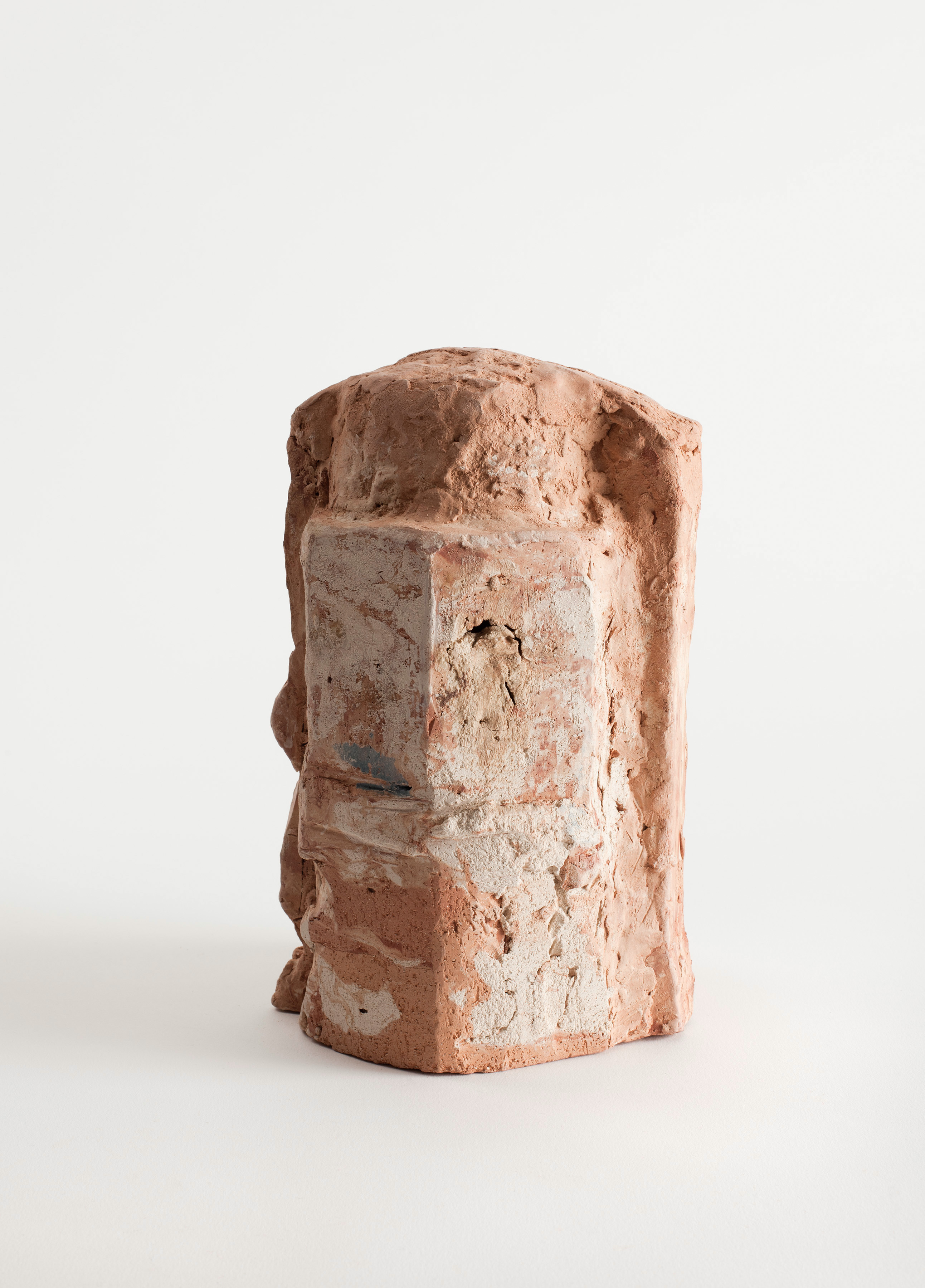

Ute Brade (* 24. November 1942 als Ute Heitmüller in Potsdam) ist eine deutsche Künstlerin und Keramikerin.

## Leben und Wirken
Nach dem Abitur lernte Ute Brade von 1961 bis 1963 Scheibentöpfer in Stahnsdorf
in der Werkstatt von Gerhard Meisel. Die Töpferlehre war eine Voraussetzung für das Studium der Keramik.
Ute Brade studierte von 1963 bis 1968 in der Fachklasse Keramik bei Erika Gravenstein an  der Burg Giebichenstein Kunsthochschule Halle (damals Hochschule für industrielle Formgestaltung). Mit Beginn des Studiums lernte sie die dort ebenfalls studierende Gertraud Möhwald kennen, es entwickelte sich eine kollegiale Freundschaft.
Seit dem Diplom 1968 arbeitet sie freiberuflich und seit 1970 in der eigenen Werkstatt in Halle-Ammendorf bis in die heutige Zeit.
Über ihre Arbeit schrieb Hans-Peter Jakobson, Direktor des Museums für Angewandte Kunst Gera i. R. in einem Katalog von Ute Brade 2011:

„In der anregenden Atmosphäre der >Burg< und ihres Hallenser Umfeldes fand sie ihre eigene Handschrift. Frei von jeglicher Routine und bei permanenter kritischer Selbstbefragung ist diese geprägt durch ausgesprochene Experimentierfreude sowie stete künstlerische Bewegung und Veränderung, beruhend auf einem soliden handwerklichen Können.“

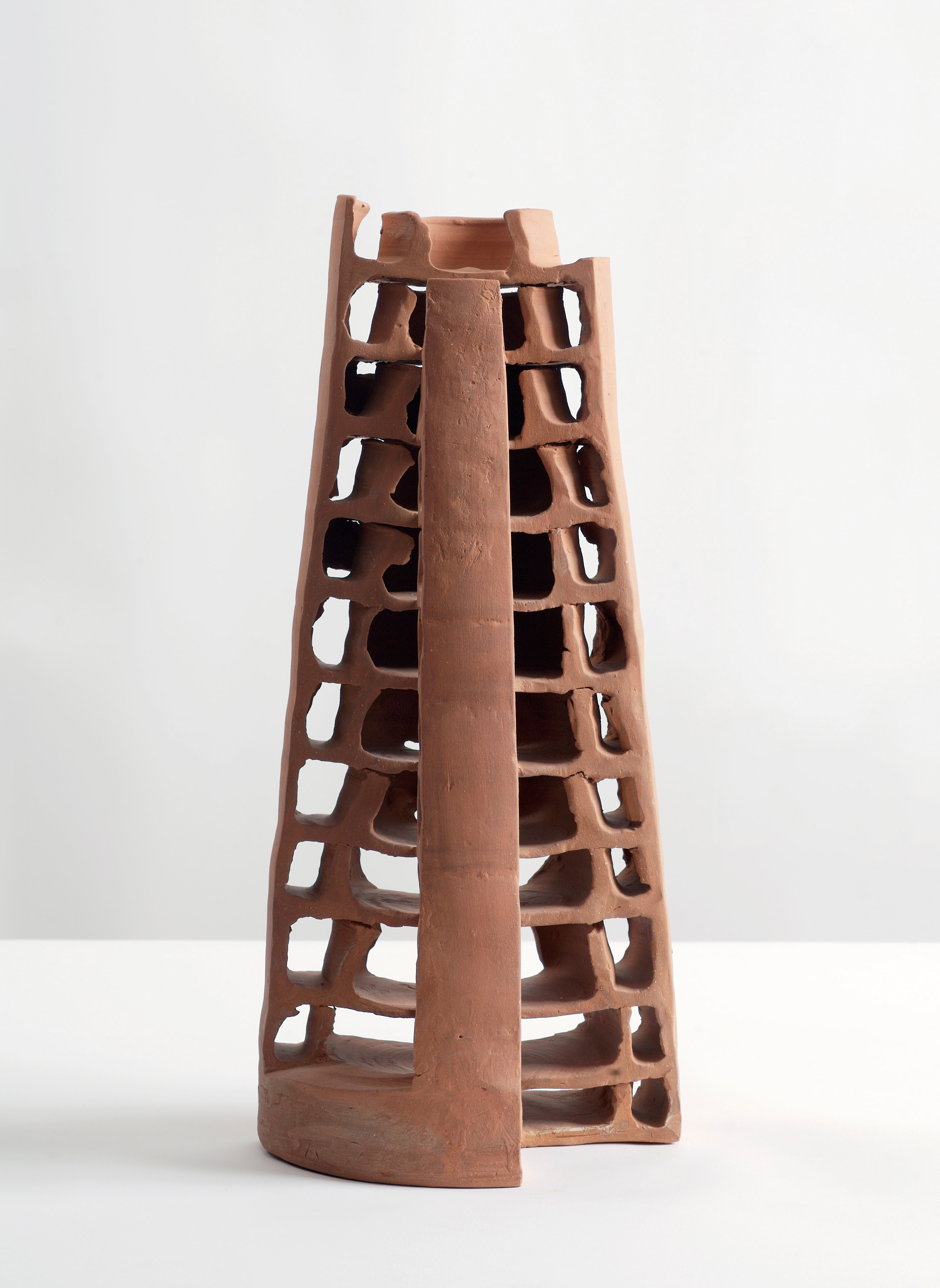

Hans-Peter Jakobson kennzeichnet damit genau die Arbeitsweise und künstlerische Haltung von Ute Brade, weiter schreibt er:

„Diese kritisch-schöpferische Auseinandersetzung mit der Geschichte ihres Gewerks führte die Keramikerin zu einer strengen, fast spartanischen Reduzierung der Formen auf das Wesentliche und eine verhaltene Farbigkeit sowie zum Verzicht auf spektakuläre Effekte.“

1980 nahm sie am Internationalen Keramiksymposium in Römhild teil.
1967 heiratete Ute Brade den Arzt Jochen Brade; das Paar hat zwei Söhne.

## Ausstellungen und Ausstellungsbeteiligungen (Auswahl)
Seit 1973 war Ute Brade beteiligt an nationalen und internationalen Ausstellungen, so in Gdansk, Sopot, Katowice, Warschau, Moskau, Faenza, Hannover, Göttingen, Vallauris, Frechen, Kiel und Kortemark, in der DDR u. a. 1977/1978, 1982/1983 und 1987/1988 in Dresden an der VIII. bis X. Kunstausstellung der DDR.

### Ausstellungen seit 1990 (Auswahl)
( E ) = Einzelausstellung
- 1990 Ute Brade – Keramik, Burggalerie Magdeburg ( E )
- 1990 Funktion und Freiheit, Bildnerische Keramik aus der DDR. Stadtgalerie Kiel
- 1991 Keramik aus den neuen Bundesländern der ehemaligen DDR und israelische Keramik, Horace Richter Gallery, Ost-Jaffa, Israel
- 1992 Keramik aus Sachsen-Anhalt, Unna und Kunstmuseum Unser Lieben Frauen, Magdeburg
- 1993 1. Triennale Kunst aus Ton, Kunstmuseum Kloster Unser Lieben Frauen, Magdeburg
- 1993 Kunst und Form, Staatliche Museen Schwerin
- 1993 Ute Brade und Otto Möhwald, Kunstverein Schloss Röderhof ( E )
- 1994 6. Triennale, Museum für angewandte Kunst, Frankfurt a.M. und Grassi-Museum Leipzig
- 1995 Ute Brade – Teller und Türme, Galerie Marktschlösschen Halle (Saale) ( E )
- 1996 Ton-Art-Ursprung Burg Giebichenstein, Keramikmuseum Westerwald, Höhr-Grenzhausen
- 1998 Potpourri, Schloss Rheinsberg
- 1999/2000  Augenlust, Galerie am Fischmarkt und Galerie Waidspeicher, Erfurt
- 2000/2001, 8. Triennale für Form und Inhalte, Deutschland -Australien, Museum für Angewandte Kunst Frankfurt a. M.; Objekt Gallery, Customs House, Sydney;  Art Gallery of South Australia, Adelaide
- 2002/2003 Ute Brade-Keramik, Kulturhistorisches Museum Schloss Merseburg ( E )
- 2005 und 2011 Ute Brade-Keramik, Keramikatelier Karl Fulle, Rheinsberg  ( E )
- 2006 3 x 4, 12 Keramikerinnen aus Halle, Künstlerhaus 188, Halle (Saale)
- 2008 Ute Brade – Keramik, Moritzburg Zeitz ( E)
- 2008 Ute Brade – Keramik, Forum für zeitgenössische Keramik, Neue Residenz, Halle (Saale) (E)
- 2008/2009 Gefäß/ Skulptur, Deutsche und internationale Keramik seit 1945, Grassi-Museum Leipzig
- 2010 Musterküche, Galerie Amalienpark, Berlin und Neue Residenz Halle (Saale), Gera, Hetjens-Museum Düsseldorf
- 2011 10. Triennale für Form und Inhalte, Museum für Angewandte Kunst Frankfurt a. M.
- 2015 Figur und  Gefäß, Ausstellung aus Anlass des 100. Jubiläum der Burg Giebichenstein Kunsthochschule Halle, Kunstmuseum Kloster unser lieben Frauen, Magdeburg
- 2015 Keramikkunst von Ute Brade mit 4 Kollegen, Galerie Metzger, Johannesberg
- 2015 Klostergalerie Zehdenick mit Nikolaus Brade  (E)
- 2019 Galerie Metzger, Johannesberg
- 2022 Schloss Wiligrad, „Nordsüdlinie“, gemeinsam mit 5 anderen Künstlern der Ostdeutschen Bundesländer von der Ostdeutschen Sparkassenstiftung
- 2022 Ton, Steine und Scherben, Ute Brade und Gertraud Möhwald, Galerie Metzger Johannesberg (E)

## Arbeiten in Sammlungen
- Leipzig, Grassi Museum für Angewandte Kunst
- Berlin, Staatliche Kunstsammlungen, Kunstgewerbemuseum Berlin
- Frechen, Keramion, Zentrum für moderne und historische Keramik
- Halle (Saale), Kunstmuseum Moritzburg, Kunstmuseum des Landes Sachsen-Anhalt
- Dresden, Staatliche Kunstsammlungen, Kunstgewerbemuseum Schloss Pillnitz[1]
- Frankfurt am Main, Museum für angewandte Kunst
- Magdeburg, Kulturhistorisches Museum und Kloster Unser Lieben Frauen
- Römhild, Keramiksammlung im Museum Schloss Glücksburg
- Höhr-Grenzhausen, Keramikmuseum Westerwald
- Berlin, Keramikmuseum
- und in privaten Sammlungen, u. a. in der Sammlung des Opernsängers Barry McDaniel